# 1156 Kira
1156 Kira là một tiểu hành tinh vành đai chính bay quanh Mặt Trời. Nó hoàn thành một chu kỳ quay quanh Mặt Trời là 3 năm. Nó được phát hiện bởi Karl Wilhelm Reinmuth ở Heidelberg, Đức ngày 22 tháng 2 năm 1928. Tên ban đầu của nó là 1928 DA.